# Your Arsenal
Your Arsenal er et album fra den britiske sanger, Morrissey; udgivet d. 27 juli 1992. Pladen, som er indspillet i marts 1992; og produceret af Mick Ronson, er en opfølger på den ringe modtaget Kill Uncle (1991), og bliver betragtet af mange af han tilhængere som et af de stærkeste albums i sit katalog. Pladen består af centrale numre som "We Hate It When Our Friends Become Successful", "Certain People I Know" og "The National Front Disco". Albummet blev nomineret til best alternative rock album ved årets Brit Award.

## Baggrund
Albummet markerer en musikalsk skift fra pop til en mere rock orienteret stil – bl.a. rockabilly – hvilket kan høres allerede fra start af med kompositionen, "You're Gonna Need Someone on Your Side". Derudover, er værket præget af lyrisk kontroversielle ting, skønt meget af dette var pustet op af det engelske musikblad NME, som på dette tidspunkt havde vendt sig mod Morrissey. Fx bliver nummeret Glamorous Glue antaget for at være anti-amerikansk. Andre lignende tvetydige numre såsom We'll Let You Know" blevet beskyldt for at forsvarer hooliganisme, mens kompositionen The National Front Disco mentes at udtrykke en sympati for racisme.
Skønt pladen indeholder en række holdbare numre, var der intet stort singlehit. Den første single "We Hate It When Our Friends Become Successful" toppede som nr. 17 i UK. Trods det var en forbedring af den forrige plades singler, matchede det ikke hans succes med endnu tidligere singler. Alligevel, blev der udgivet god række singler fra albummet, såsom "You're The One For Me, Fatty" (#19) og "Certain People I Know" (#35). I staterne opnåede, "Glamorous Glue" og "Tomorrow" henholdsvis placeringer som nr. 13 og 1 på Modern Rock chart.

## Spor
1. "You're Gonna Need Someone on Your Side"
2. "Glamorous Glue"
3. "We'll Let You Know"
4. "The National Front Disco"
5. "Certain People I Know"
6. "We Hate It When Our Friends Become Successful"
7. "You're the One for Me, Fatty"
8. "Seasick, Yet Still Docked"
9. "I Know It's Gonna Happen Someday"
10. "Tomorrow"

## Musikere
- Morrissey – vokal
- Alain Whyte – guitar
- Boz Boorer – guitar
- Gary Day – bas
- Spencer Cobrin – trommer

## Andet
- 'Certain People I Know' tager sin melodi fra Ride a White Swan af T. Rex.
- Efter pladens udgivelse optræder Morrissey med en version af Glamorous Glue i showet Saturday Night Live.
- Sangeren og kunstneren David Bowie lavede en coverversion af nummeret I Know It's Gonna Happen Someday på sit album Black Tie White Noise.
- Reel Big Fish lavede en coverversion af nummeret We Hate It When Our Friends Become Successful" på deres 2005 album "We're Not Happy 'Til You're Not Happy".
- British National Front, som nummeret National Front Disco bl.a. må sige at omhandle, er lig med det i Danmark kaldte Dansk Front.

## Eksterne links
- Morrisseys officielle hjemmeside Arkiveret 22. marts 2018 hos  Wayback Machine